# 藤根吉春
藤根吉春（日语：／ Fujine Yoshiharu */?，1865年4月28日—1941年3月5日），日本岩手縣人，農學家，曾任北海道廳農商課技手:48、臺灣總督府臺北農事試驗場場長等公職，並將蜘蛛百合、白千層、洛神花、古柯等植物引進臺灣。

## 生平
藤根吉春在慶應元年（1865年）和曆四月四日出生於陸奧國盛岡藩大澤川原小路（今岩手縣盛岡市大澤川原）:34，為士族藤根吉受長男。盛岡中學畢業後前往東京，1885年7月4日自橫濱赴札幌農學校（今北海道大學）就讀，專攻畜牧學，1889年畢業:35。畢業後於真駒內種畜場工作，1891年擔任該場主任，1893年任札幌農學校講師，教授「牧畜及肥料」:35。1894年5月28日在山形縣米澤普通中學擔任教職，翌年10月16日離任:35，後應臺灣總督府之聘:49，於11月17日抵達臺灣:35。1896年4月1日擔任總督府民政局技手及殖產部殖民掛係長，翌年11月1日擔任臺灣總督府技師:38-39，1898年7月8日轉任臺南縣技師及殖產課長:48，1901年11月11日擔任民政部殖產局臺南出張所所長，12月25日任臺南農事試驗場場長:39。
1895年8月，臺灣總督府民政局殖產部長橋口文藏自日本引進水稻名種來臺試作:1:39，橋口過世後，藤根奉命繼續試作。但其與總督府殖產局技師長崎常意見相左，長崎常提出之計劃又獲得總督府大力支持，相比之下，藤根之計劃並無經費支撐，且成效不佳，還被限制僅能在臺灣總督府農事試驗場內進行實驗:40-41:35。1907年，藤根將「神力」等5種水稻種植在士林及板橋的模範田地，後經臺北廳農會人員在臺北廳各地試種，發現日本水稻在面山邊坡高地生長較為順利，故仍有少量日本水稻在該處種植。
1903年3月17日擔任臺灣總督府農事試驗場（今行政院農業委員會農業試驗所）主事:41，任內使該場於1908年完成設置種藝部、農藝化學部、植物病理部、昆蟲部、畜產部、教育部、庶務部七個部門，1913年建成的本廳舍也是經其立案才得以完工:9。此外亦招收「總督府農事試驗場農事講習生」，共有農科甲、農科乙、獸醫科、林業科四門科目:42，被稱為「臺灣農業教育之濫觴」:1。1909年4月15日，藤根吉春前往印度及爪哇考察熱帶農業，翌年返臺，引進威氏鐵莧、龍舌蘭、軟枝黃蟬、扇椰子、珊瑚刺桐、洛神花、蜘蛛百合、白千層、印度辣木、福祿桐、炮仗花、炮竹紅、鐵刀木、大花田菁、立鶴花、大鄧伯花、古柯、錫蘭肉桂等植物:44-47。其亦有感於臺灣在來豬身軀較小，肉質欠佳，便擇定英國巴克夏豬與在來豬配種，藉此增加在來豬「生態量」及改善肉質:51。然巴克夏豬食量較大，農民皆不願飼養，藤根見狀後，建議總督府改由農試場繁殖巴克夏豬，再經農會分發給農民，同時改善肉豬的閹割技術:51-52。後建議以印度康古拉牛及信德牛（英語：Sind）等牛種與在來牛進行配種、改良，其建議皆獲得總督府採行:52。
1915年9月22日，因罹患瘧疾而辭官，後由總督府農事試驗場農事講習生發起為其鑄造銅像，於1916年9月20日在臺北農事試驗場舉行揭幕式:56-60:9。1915年11月13日擔任岩手縣立盛岡農學校校長，1920年4月8日任總督府農事試驗場業務，10月4日任岩手縣農會副會長:63-64。1923年1月30日獲頒勳四等旭日小綬章，1929年1月15日獲敘從四位:64。
1941年2月25日，藤根吉春在自家門前小徑中風，27日罹患肺炎，3月1日病況好轉，4日病情惡化，後於5日下午7點45分過世，享壽76歲:65-66。